# Churton by Aldford
Churton by Aldford – wieś w Anglii, w hrabstwie ceremonialnym Cheshire, w dystrykcie (unitary authority) Cheshire West and Chester. Leży 11 km na południe od miasta Chester i 258 km na północny zachód od Londynu. W 2001 miejscowość liczyła 136 mieszkańców.